# Ткалич, Мария Алексеевна
Мария Алексеевна Ткалич (урождённая Бикулова; по первому, погибшему на фронте, мужу — Кошкина; 21 декабря 1918, Чувашская Майна, Казанская губерния, РСФСР — ?) — участница Великой Отечественной войны. Легендарный снайпер Ленинградского фронта.

## История
Родилась 21 декабря 1921 года в деревне Чувашская Майна (Алексеевская область) в многодетной чувашской семье. В 1939 году она уехала работать в Ленинград. Когда началась Великая Отечественная война 10 июля 1941 года Мария пошла добровольцем в армию. Её направили в медсанбат 2-й Добровольческой дивизии народного ополчения Московского района. В начале боевых действий Мария Алексеевна была санинструктором разведроты. Она помогала врачам в полковом медицинском пункте, перевязывала и выносила с поля боя раненых солдат. В одной из газет военных лет сохранилась заметка о том, что только из одного сражения М. А. Кошкина вынесла под артиллерийским огнём 15 раненых.
С 4 мая 1942 года в 103-м стрелковом полку. Мария Алексеевна сопровождала разведгруппы. Однажды, вскоре после вылазки, разведчики попали в засаду. Силы были неравны. Шестеро разведчиков вступили в упорный бой с пятнадцатью фашистами. После того как в перестрелке был убит наш солдат, Мария Алексеевна взяла его винтовку и впервые в жизни стала стрелять по врагам. Первым же выстрелом она сразила одного из них.
Позже М. А. Кошкина добилась, чтобы её отправили на курсы снайперов. Выходя на передовую почти ежедневно, она в короткий срок в совершенстве овладела искусством меткой стрельбы. О ней стали появляться многочисленные публикации во фронтовых газетах.
3 декабря 1942 года появилось сообщение: «Снайпер Мария Кошкина уничтожила 15 фашистов». Спустя 3 месяца была опубликована новая заметка: «На счету нашей Марии – 46 убитых гитлеровцев».
Имя Марии Алексеевны Кошкиной стало известно и фашистам. В сторону нашей обороны постоянно летели угрозы. Узнав о награждении нашего снайпера орденом, фашисты объявили охоту за ней.
25 января 1943 года снайпер 103-го стрелкового полка (85-я стрелковая дивизия, Ленинградский фронт) красноармеец М. А. Кошкина представлена командованием части к первой награде за уничтожение 31 фашиста. Приказом № 4/н от 3 февраля 1943 года по 85-й стрелковой дивизии награждена орденом Красной Звезды.
15 марта 1943 года убила 83-го (по другим источникам - 85-го) фашиста. Это был её последний снайперский выстрел: в этот же день её тяжело ранило в правый глаз. Стрелять по снайперски она больше не могла, но воевать продолжала: ходила в разведку, спасала раненых. 1 июня 1943 года ефрейтор М. А. Кошкина награждена медалью "За оборону Ленинграда".
В конце января 1944 года санинструктор 78-й отдельной разведывательной роты (85-я стрелковая дивизия, Ленинградский фронт) младший сержант М. А. Кошкина представлена командованием части к новой награде за уничтожение 10 фашистов (в составе разведгрупп) и оказание помощи 21 раненому. Приказом № 8/н от 31 января 1944 года по 85-й стрелковой дивизии награждена орденом Славы 3-й степени.
В ночь с 5 на 6 марта 1944 года, прикрывая отход группы разведчиков, Мария была ранена в руку разрывной пулей. Так кончились славные ратные дела девушки с Московской заставы. Она была направлена в школу снайперов, где передавала свой боевой опыт молодым бойцам.
После окончания войны работала в амбулатории Ленинградского мясокомбината. Память о Марии Кошкиной бережно хранят в Чувашской Майне по сей день. Ей посвящён отдельный стенд местного музея. Старожилы вспоминают, что, когда в послевоенные годы Мария приезжала из Ленинграда в родную деревню, она никогда не надевала орденов и медалей.

## Награды
- Приказом № 4/н от 3 февраля 1943 года по 85-й стрелковой дивизии награждена орденом Красной Звезды.
- 1 июня 1943 года ефрейтор М. А. Кошкина награждена медалью «За оборону Ленинграда».
- Приказом № 8/н от 31 января 1944 года по 85-й стрелковой дивизии награждена орденом Славы 3-й степени.